# Hugo Leal
Hugo Miguel Ribeiro Leal (nacido el 21 de mayo de 1980 en Cascais) es un exfutbolista profesional y entrenador portugués, que actualmente dirige al G.D. Estoril Praia, de la Primeira Liga de Portugal.

## Trayectoria
Hugo Leal inició su carrera en las categorías inferiores de los equipos locales de Sport Lisboa e Benfica y con 17 años debutó en la primera división portuguesa con el Benfica, debutó contra el S.C. Espinho, el 20 de abril de 1997, con victoria por (2-0) . El permaneció en la liga portuguesa durante la temporada 1998-99 jugando para el Benfica y el FC Alverca, jugando 27 partidos y anotando 3 goles, estando a un gran nivel.
En el verano de 1999, Hugo Leal es fichado por el Atlético de Madrid de la primera división española y en su primer año descendío a segunda división, pero fue subcampeón de copa, la siguiente temporada, ya en segunda, Hugo se convirtió en un fijo en el Atlético y jugó 36 partidos, marcando 4 goles, pero pese a ello el Atlético quedó cuarto clasificado y no consiguió ascender.
Al finalizar la temporada, fue traspasado al Paris Saint-Germain, donde jugó a un gran nivel entre 2001 y 2004, quedando subcampeón de copa en 2003 y ganándola en 2004, pero no tuvo suerte a la hora de ir al mundial de 2002, ya que cuando mejor estaba jugando y por lo tanto tenía casi asegurada su participación en el mundial con la selección portuguesa, sufrió una grave lesión que le impidió jugarlo.
En verano de 2004 ficha por el FC Porto que la temporada anterior había ganado la Champions y allí juega durante 6 meses, ganando la supercopa de Portugal y la copa intercontinental, pero perdiendo la supercopa de Europa contra el Valencia CF.
En diciembre de 2004 se marchó cedido al Académica de Coimbra, donde terminó la temporada a un buen nivel.
Debido a ello se marchó a SC Braga donde jugó entre el 2005 y el 2007, pero sin mucha suerte debido a las lesiones, así la temporada 2007-2008 jugó en el CF Os Belenenses, con el mismo problema de lesiones que le impedía rendir a su nivel, hasta que en el verano de 2008 fichó por el CD Trofense, también de la primera división portuguesa, donde recuperó su gran nivel y participó en 21 partidos, anotando 3 goles.
Eso le valió para poder volver a la liga española, a jugar la temporada 2009-2010 en la Unión Deportiva Salamanca. Tras una dura temporada con el equipo charro, estuvieron a punto de descender, decide no renovar el contrato.

## Clubes
| Club                          | País     | Año       |
| ----------------------------- | -------- | --------- |
| SL Benfica                    | Portugal | 1995-1997 |
| FC Alverca (cedido)           | Portugal | 1997-1998 |
| Atlético de Madrid            | España   | 1999-2001 |
| Paris Saint-Germain           | Francia  | 2001-2004 |
| FC Oporto                     | Portugal | 2004      |
| Académica de Coimbra (cedido) | Portugal | 2005      |
| SC Braga                      | Portugal | 2005-2007 |
| CF Os Belenenses              | Portugal | 2007-2008 |
| CD Trofense                   | Portugal | 2008-2009 |
| UD Salamanca                  | España   | 2009-2010 |
| Vitória Setúbal               | Portugal | 2010-2012 |
| G.D. Estoril Praia            | Portugal | 2012-2013 |

## Carrera internacional
Hugo Leal fue internacional Sub-21 con Portugal. Debutó con la selección absoluta el 10-02-1999 en un partido frente a Holanda, celebrado en París

## Palmarés
- Copa de Francia: 2004, Subcampeón 2003.
- Supercopa de Portugal: 2004